# Kurt Gimmi
Pour les articles homonymes, voir Gimmi.
Kurt Gimmi est un ancien coureur cycliste professionnel suisse, né le 13 janvier 1936 à Zurich et décédé le 29 mars 2003.

## Biographie
En 1957, en catégorie amateur, Kurt Gimmi devient champion de Suisse des clubs contre-la-montre.
Il passe professionnel en 1958 et le reste jusqu'en 1964. Il remporte dix victoires.
Il participe à deux Tours de France et se classe : 22e en 1960 et abandon en 1961.
Dans le Tour 1960, il remporte une victoire d'étape dans la 11e étape entre Pau et Luchon.
Il participe aussi à son Tour national : le Tour de Suisse et se classe 7e en 1958, 8e en 1959, 2e en 1960, 10e en 1961, 9e en 1962, 4e en 1963 et 17e en 1964. Il y remporte 2 victoires d'étapes.

## Palmarès

### Palmarès amateur
- 1954
  -  Champion de Suisse sur route juniors
- 1955
  -  Champion de Suisse du contre-la-montre par équipes
- 1956
  - 2e du championnat de Suisse du contre-la-montre par équipes
- 1957
  -  Champion de Suisse du contre-la-montre interclubs
  - 3e du Championnat de Zurich amateurs
  - 3e du Kaistenberg Rundfahrt

### Palmarès professionnel
| - 1958 - 2e du Grand Prix du Locle - 3e du Tour du Nord-Ouest de la Suisse - 4e du Championnat de Zurich - 7e du Tour de Suisse - 1959 - Annemasse-Bellegarde-Annemasse - Tour de Romandie - Classement général - 1reb étape - 3ea étape du Tour de Suisse - 8e du Tour de Suisse - 10e du Championnat de Zurich - 1960 - 11e étape du Tour de France - 2e du Tour de Suisse - 6e du Tour de Romandie - 6e du Championnat de Zurich | - 1961 - 5e étape du Tour de Suisse - 10e du Tour de Suisse - 1962 - 9e du Tour de Suisse - 1963 - 5e étape du Tour de Suisse - 4e du Tour de Suisse - 8e du Championnat de Zurich - 1964 - 2e du GP Veith - 3e du Tour du Nord-Ouest de la Suisse |

## Résultats sur les grands tours

### Tour de France
3 participations 
- 1960 : 22e, vainqueur de la 11e étape
- 1961 : abandon (2e étape)
- 1963 : abandon (17e étape)

### Tour d'Italie
3 participations 
- 1959 : abandon
- 1961 : abandon
- 1962 : abandon (14e étape)